# SN 1998fa
SN 1998fa – supernowa typu IIb odkryta 25 grudnia 1998 roku w galaktyce UGC 3513. W momencie odkrycia miała maksymalną jasność 18,20m.